# Вознесеновка (Курская область)
Вознесеновка — село в Касторенском районе Курской области России. Входит в состав Егорьевского сельсовета.

## История
Первое упоминание о селе Вознесеновка датировано 1790 годом, тогда оно называлось Волково.
В 1800-х годах владельцем села тогда был коллежский секретарь Алексей Алисов. 
В 1823 году у села появляется новое название – Вознесенское, так как 1 июня на 40 день после Пасхи, была освящена церковь, построенная на средства нового владельца, майора Николая Маслова по настоятельной просьбе его жены.
По переписи 1859 года, село Вознесеновка имело 30 отдельных дворов – усадеб, 60 издольных тягол, 189 дворовых душ мужского пола.
После отмены крепостного права село стало волостным. 
В 1862 году создано двухклассное сельское училище для крестьянских детей. 
В 1906 году открыто кредитное и судно-оберегательное товарищество, в котором к концу года было 700 членов. 
Ежегодно 3-5 мая проводилась Вознесеновская ярмарка. 

## География
Село находится в восточной части Курской области, в лесостепной зоне, в пределах юго-западной части Среднерусской возвышенности, на берегах ручья Ольховатского (приток Олыма), на расстоянии примерно 8 километров (по прямой) к северо-западу от посёлка городского типа Касторное, административного центра района. Абсолютная высота — 183 метра над уровнем моря.
Климат
Климат характеризуется как умеренный, со среднегодовой температурой воздуха +5,1 °C и среднегодовым количеством осадков 547 мм.
Часовой пояс
Село Вознесеновка, как и вся Курская область, находится в часовой зоне МСК (московское время). Смещение применяемого времени относительно UTC составляет +3:00.

## Население
| 1859 | 1897 | 2002 | 2010 |
| ---- | ---- | ---- | ---- |
| 789  | ↘628 | ↘355 | ↘239 |

Гендерный состав
По данным Всероссийской переписи населения 2010 года в гендерной структуре населения мужчины составляли 50,2 %, женщины — соответственно 49,8 %.
Национальный состав
Согласно результатам переписи 2002 года, в национальной структуре населения русские составляли 85 % из 355 чел.

## Улицы
Уличная сеть села состоит из пяти улиц.